# جائزة أفضل مدرب للرجال من الاتحاد الأوروبي
جائزة الاتحاد الأوروبي لكرة القدم لأفضل مدرب في السنة (بالإنجليزية: UEFA Men's Coach of the Year Award)‏ هي جائزة تُمنح للمدرب الذي يُعتبر الأفضل في كرة القدم الأوروبية خلال الموسم السابق، سواء على مستوى الأندية أو المنتخبات الوطنية. أنشئت الجائزة في عام 2020 بواسطة الاتحاد الأوروبي لكرة القدم بالتعاون مع مجموعة وسائل الإعلام الرياضية الأوروبية (ESM).

## المعايير
وفقًا للاتحاد الأوروبي لكرة القدم (UEFA)، يُقَيّم المدربين في أوروبا بغض النظر عن الجنسية بناءً على أدائهم خلال الموسم بالكامل في جميع المسابقات، سواء محليًا أو دوليًا، سواء على مستوى النادي أو المنتخب الوطني.

## التصويت
يتم اختيار أفضل ثلاثة مدربين بواسطة 80 مدربًا من الأندية المشاركة في المراحل الجماعية من دوري أبطال أوروبا والدوري الأوروبي، بالإضافة إلى اختيار 55 صحفيًا رياضيًا بواسطة مجموعة وسائل الإعلام الرياضية الأوروبية. يُسمح لكل مدرب بإعطاء نقاط (5، 3، و1) لأفضل ثلاثة مدربين.

## تاريخ الجائزة

### الفائزون
| الموسم  | المدرب         | الفرق المدارة             |
| ------- | -------------- | ------------------------- |
| 2019–20 | هانزي فليك     | بايرن ميونيخ              |
| 2020–21 | توماس توخل     | باريس سان جيرمان · تشيلسي |
| 2021–22 | كارلو أنشيلوتي | ريال مدريد                |
| 2022–23 | بيب غوارديولا  | مانشستر سيتي              |

### المرشحون
الفائز   المرشحون

#### 2019–20
| الترتيب | المدرب               | النقاط | الفرق المدارة    |
| ------- | -------------------- | ------ | ---------------- |
| 1       | هانزي فليك           | 476    | بايرن ميونيخ     |
| 2       | يورغن كلوب           | 212    | ليفربول          |
| 3       | يوليان ناغلسمان      | 76     | آر بي لايبزيغ    |
| 4       | توماس توخل           | 76     | باريس سان جيرمان |
| 5       | جيان بييرو غاسبيريني | 68     | أتالانتا         |
| 6       | جولين لوبيتيغي       | 57     | إشبيلية          |
| 7       | رودي غارسيا          | 32     | ليون             |
| 8       | زين الدين زيدان      | 25     | ريال مدريد       |
| 9       | بيب غوارديولا        | 11     | مانشستر سيتي     |
| 10      | أنطونيو كونتي        | 9      | إنتر ميلان       |

#### 2020–21
| الترتيب | المدرب            | النقاط | الفرق المدارة             |
| ------- | ----------------- | ------ | ------------------------- |
| 1       | توماس توخل        | 378    | باريس سان جيرمان · تشيلسي |
| 2       | روبرتو مانشيني    | 292    | إيطاليا                   |
| 3       | بيب غوارديولا     | 198    | مانشستر سيتي              |
| 4       | أوناي إيمري       | 64     | فياريال                   |
| 5       | دييغو سيميوني     | 29     | أتلتيكو مدريد             |
| 6       | أنطونيو كونتي     | 19     | إنتر ميلان                |
| 7       | غاريث ساوثغيت     | 18     | إنجلترا                   |
| 8       | كريستوف غالتييه   | 16     | ليل                       |
| 9       | أوله غونار سولشار | 14     | مانشستر يونايتد           |
| 10      | كاسبر هيولماند    | 11     | الدنمارك                  |

#### 2021–22
| الترتيب | المدرب         | النقاط | الفرق المدارة      |
| ------- | -------------- | ------ | ------------------ |
| 1       | كارلو أنشيلوتي | 526    | ريال مدريد         |
| 2       | يورغن كلوب     | 210    | ليفربول            |
| 3       | بيب غوارديولا  | 108    | مانشستر سيتي       |
| 4       | أوليفر غلاسنر  | 75     | آينتراخت فرانكفورت |
| 5       | أوناي إيمري    | 74     | فياريال            |
| 6       | جوزيه مورينيو  | 51     | روما               |

#### 2022–23
| الترتيب | المدرب                | النقاط | الفرق المدارة   |
| ------- | --------------------- | ------ | --------------- |
| 1       | بيب غوارديولا         | 602    | مانشستر سيتي    |
| 2       | لوتشانو سباليتي       | 252    | نابولي          |
| 3       | سيموني إنزاغي         | 84     | إنتر ميلان      |
| 4       | روبيرتو دي زيربي      | 70     | برايتون         |
| 5       | ميكل أرتيتا           | 67     | أرسنال          |
| 6       | زلاتكو داليتش         | 49     | كرواتيا         |
| 7       | خوسيه لويس مينديليبار | 28     | إشبيلية         |
| 8       | ديدييه ديشامب         | 26     | فرنسا           |
| 9       | ديفيد مويس            | 22     | وست هام يونايتد |
| 10      | Franck Haise          | 11     | لنس             |